# Беларусь на зимних Олимпийских играх 2014
Беларусь принимала участие в зимних Олимпийских играх 2014, которые прошли в российском Сочи с 7 по 23 февраля 2014 года. В биатлоне трёхкратной олимпийской чемпионкой стала Дарья Домрачева, бронзовой призёркой стала Надежда Скардино. Во фристайле олимпийскими чемпионами стали Алла Цупер и Антон Кушнир. Это лучший для страны результат за всю историю её выступления на зимних Олимпийских играх.

## Награды

### Золото
| Золото |                 |                                         |
| №      | Спортсмены      | Вид спорта (дисциплина)                 |
| 1      | Дарья Домрачева | Биатлон (женщины, гонка преследования)  |
| 2      | Дарья Домрачева | Биатлон (женщины, индивидуальная гонка) |
| 3      | Алла Цупер      | Фристайл (женщины, акробатика)          |
| 4      | Дарья Домрачева | Биатлон (женщины, масс-старт)           |
| 5      | Антон Кушнир    | Фристайл (мужчины, акробатика)          |

### Бронза
| Бронза |                  |                                         |
| №      | Спортсмены       | Вид спорта (дисциплина)                 |
| 1      | Надежда Скардино | Биатлон (женщины, индивидуальная гонка) |

## Состав и результаты олимпийской сборной Белоруссии

### Биатлон
Основываясь на выступлениях в Кубках мира по биатлону 2012 и 2013, Беларусь квалифицировала 5 мужчин и 5 женщин.
Мужчины
| Соревнование         | Спортсмены                                                   | Стрельба          | Время     | Место |
| -------------------- | ------------------------------------------------------------ | ----------------- | --------- | ----- |
| Спринт               | Евгений Абраменко                                            | 2 (1 + 1)         | 26:55,0   | 56    |
| Спринт               | Юрий Лядов                                                   | 2 (1 + 1)         | 26:55,1   | 57    |
| Спринт               | Сергей Новиков                                               | 0 (0 + 0)         | 26:00,8   | 33    |
| Спринт               | Владимир Чепелин                                             | 1 (0+1)           | 25:49,7   | 29    |
| Гонка преследования  | Евгений Абраменко                                            | 5 (0 + 0 + 4 + 1) | 39:11,5   | 51    |
| Гонка преследования  | Юрий Лядов                                                   | 4 (1 + 1 + 0 + 2) | 39:46,2   | 56    |
| Гонка преследования  | Сергей Новиков                                               | 3 (0 + 1 + 1 + 1) | 38:59,5   | 50    |
| Гонка преследования  | Владимир Чепелин                                             | 1 (0 + 0 + 1 + 0) | 36:57,2   | 41    |
| Индивидуальная гонка | Евгений Абраменко                                            | 3 (1 + 1 + 1 + 0) | 55:38.8   | 53    |
| Индивидуальная гонка | Александр Дорожка                                            | 5 (2 + 0 + 2 + 1) | 58:27.7   | 80    |
| Индивидуальная гонка | Сергей Новиков                                               | 2 (0 + 1 + 1 + 0) | 55:41.7   | 54    |
| Индивидуальная гонка | Владимир Чепелин                                             | 3 (1 + 0 + 1 + 1) | 54:59.2   | 49    |
| Эстафета             | Сергей Новиков Владимир Чепелин Юрий Лядов Евгений Абраменко | 5 (0 + 5)         | 1:16:02.3 | 13    |

Женщины
| Соревнование         | Спортсмены                                                         | Стрельба           | Время     | Место |
| -------------------- | ------------------------------------------------------------------ | ------------------ | --------- | ----- |
| Спринт               | Дарья Домрачева                                                    | 1 (1 + 0)          | 21:38.6   | 9     |
| Спринт               | Анастасия Дуборезова                                               | 1 (0 + 1)          | 22:29.7   | 34    |
| Спринт               | Людмила Калинчик                                                   | 2 (1 + 1)          | 22:37.8   | 37    |
| Спринт               | Надежда Скардино                                                   | 0 (0 + 0)          | 21:50.9   | 17    |
| Гонка преследования  | Дарья Домрачева                                                    | 1 (0 + 0 + 0 + 1)  | 29:30,7   |       |
| Гонка преследования  | Анастасия Дуборезова                                               | 12 (1 + 4 + 4 + 3) | 41:01,8   | 56    |
| Гонка преследования  | Людмила Калинчик                                                   | 2 (0 + 0 + 0 + 2)  | 32:54,9   | 33    |
| Гонка преследования  | Надежда Скардино                                                   | 1 (0 + 0 + 0 + 1)  | 30:43,7   | 13    |
| Индивидуальная гонка | Дарья Домрачева                                                    | 1 (0 + 1 + 0 + 0)  | 43:19.6   |       |
| Индивидуальная гонка | Надежда Писарева                                                   | 3 (0 + 0 + 3 + 0)  | 48:55.4   | 35    |
| Индивидуальная гонка | Людмила Калинчик                                                   | 2 (0 + 1 + 0 + 1)  | 48:06.2   | 25    |
| Индивидуальная гонка | Надежда Скардино                                                   | 0 (0 + 0 + 0 + 0)  | 44:57.8   |       |
| Масс-старт           | Дарья Домрачева                                                    | 1 (0 + 0 + 0 + 1)  | 35:25.6   |       |
| Масс-старт           | Надежда Скардино                                                   | 1 (0 + 0 + 0 + 1)  | 36:38.6   | 13    |
| Эстафета             | Людмила Калинчик Надежда Скардино Надежда Писарева Дарья Домрачева | 9 (1 + 8)          | 1:11:33,4 | 5     |

Смешанная эстафета
| Соревнование       | Спортсмены                                                               | Стрельба  | Время     | Место |
| ------------------ | ------------------------------------------------------------------------ | --------- | --------- | ----- |
| Смешанная эстафета | Людмила Калинчик Анастасия Дуборезова Владимир Чепелин Евгений Абраменко | 9 (0 + 9) | 1:13:11,8 | 11    |

### Горнолыжный спорт
Спортсменов — 2
Мужчины
| Соревнование      | Спортсмены      | Скоростной спуск/ 1 спуск | Скоростной спуск/ 1 спуск | Слалом/ 2 спуск      | Слалом/ 2 спуск      | Всего   | Место |
| Соревнование      | Спортсмены      | Время                     | Место                     | Время                | Место                | Всего   | Место |
| ----------------- | --------------- | ------------------------- | ------------------------- | -------------------- | -------------------- | ------- | ----- |
| Скоростной спуск  | Юрий Данилочкин | н/д                       | н/д                       | н/д                  | н/д                  | 2:10,58 | 31    |
| Суперкомбинация   | Юрий Данилочкин | DNF                       | DNF                       | Завершил выступление | Завершил выступление | —       | —     |
| Супергигант       | Юрий Данилочкин | н/д                       | н/д                       | н/д                  | н/д                  | 1:22,45 | 37    |
| Гигантский слалом | Юрий Данилочкин | DNF                       | DNF                       | Завершил выступление | Завершил выступление | —       | —     |
| Слалом            | Юрий Данилочкин | DNF                       | DNF                       | Завершил выступление | Завершил выступление | —       | —     |

Женщины
| Соревнование      | Спортсмены    | Скоростной спуск/ 1 спуск | Скоростной спуск/ 1 спуск | Слалом/ 2 спуск | Слалом/ 2 спуск | Всего   | Место |
| Соревнование      | Спортсмены    | Время                     | Место                     | Время           | Место           | Всего   | Место |
| ----------------- | ------------- | ------------------------- | ------------------------- | --------------- | --------------- | ------- | ----- |
| Гигантский слалом | Мария Шканова | 1:26,79                   | 52                        | 1:23,79         | 41              | 2:50,58 | 44    |
| Слалом            | Мария Шканова | 59,67                     | 33                        | 57,56           | 31              | 1:57,23 | 29    |

### Лыжные гонки
Мужчины
Дистанционные гонки
| Соревнование              | Спортсмены                                                        | Результат | Место |
| ------------------------- | ----------------------------------------------------------------- | --------- | ----- |
| 15 км классическим стилем | Сергей Долидович                                                  | 42:55.4   | 53    |
| 15 км классическим стилем | Александр Лазуткин                                                | 42:45.1   | 49    |
| 15 км классическим стилем | Михаил Семёнов                                                    | 43:36.0   | 59    |
| Скиатлон 15+15 км         | Сергей Долидович                                                  | 1:11:28.1 | 34    |
| Скиатлон 15+15 км         | Александр Лазуткин                                                | 1:14:39.4 | 55    |
| Скиатлон 15+15 км         | Михаил Семёнов                                                    | 1:10:13.3 | 24    |
| Масс-старт 50 км          | Сергей Долидович                                                  | 1:47:09,5 | 5     |
| Масс-старт 50 км          | Михаил Семёнов                                                    | 1:47:36,0 | 17    |
| Масс-старт 50 км          | Алексей Иванов                                                    | 1:52:52,9 | 46    |
| Эстафета 4×10 км          | Сергей Долидович Александр Лазуткин Михаил Семёнов Алексей Иванов | 1:34:40.1 | 14    |

Спринт
| Соревнование | Спортсмены     | Квалификация | Квалификация | Четвертьфинал        | Четвертьфинал        | Полуфинал            | Полуфинал            | Финал                | Финал                | Итоговое место |
| Соревнование | Спортсмены     | Результат    | Место        | Результат            | Место                | Результат            | Место                | Результат            | Место                | Итоговое место |
| ------------ | -------------- | ------------ | ------------ | -------------------- | -------------------- | -------------------- | -------------------- | -------------------- | -------------------- | -------------- |
| Спринт       | Михаил Семёнов | 3:42.93      | 48           | Завершил выступление | Завершил выступление | Завершил выступление | Завершил выступление | Завершил выступление | Завершил выступление | 48             |

Женщины
Дистанционные гонки
| Соревнование              | Спортсмены      | Результат | Место |
| ------------------------- | --------------- | --------- | ----- |
| 10 км классическим стилем | Елена Санникова | 31:42.2   | 43    |
| Скиатлон 7,5+7,5 км       | Елена Санникова | 44:09,7   | 53    |

Спринт
| Соревнование | Спортсмены          | Квалификация | Квалификация | Четвертьфинал         | Четвертьфинал         | Полуфинал             | Полуфинал             | Финал                 | Финал                 | Итоговое место |
| Соревнование | Спортсмены          | Результат    | Место        | Результат             | Место                 | Результат             | Место                 | Результат             | Место                 | Итоговое место |
| ------------ | ------------------- | ------------ | ------------ | --------------------- | --------------------- | --------------------- | --------------------- | --------------------- | --------------------- | -------------- |
| Спринт       | Валентина Каминская | 2:46.76      | 47           | Завершила выступление | Завершила выступление | Завершила выступление | Завершила выступление | Завершила выступление | Завершила выступление | 47             |

### Шорт-трек
Мужчины
| Соревнование | Спортсмены     | Отборочный раунд | Отборочный раунд | Четвертьфинал | Четвертьфинал | Полуфинал            | Полуфинал            | Финал                | Финал                | Финал                | Итоговое место |
| Соревнование | Спортсмены     | Результат        | Место            | Результат     | Место         | Результат            | Место                | Название             | Результат            | Место                | Итоговое место |
| ------------ | -------------- | ---------------- | ---------------- | ------------- | ------------- | -------------------- | -------------------- | -------------------- | -------------------- | -------------------- | -------------- |
| 1500 метров  | Максим Сергеев | 2:19,505         | 5                |               |               | Завершил выступление | Завершил выступление | Завершил выступление | Завершил выступление | Завершил выступление | 28             |

Женщины
| Соревнование | Спортсмены    | Отборочный раунд | Отборочный раунд | Четвертьфинал | Четвертьфинал | Полуфинал             | Полуфинал             | Финал                 | Финал                 | Финал                 | Итоговое место |
| Соревнование | Спортсмены    | Результат        | Место            | Результат     | Место         | Результат             | Место                 | Название              | Результат             | Место                 | Итоговое место |
| ------------ | ------------- | ---------------- | ---------------- | ------------- | ------------- | --------------------- | --------------------- | --------------------- | --------------------- | --------------------- | -------------- |
| 1500 метров  | Ольга Талаева | 2:27,816         | 6                |               |               | Завершила выступление | Завершила выступление | Завершила выступление | Завершила выступление | Завершила выступление | 32             |

### Фристайл
Акробатика
| Соревнование | Спортсмены        | Квалификация 1 | Квалификация 1 | Квалификация 2 | Квалификация 2 | Финал 1               | Финал 1               | Финал 2               | Финал 2               | Финал 3               | Финал 3               | Итоговое место |
| Соревнование | Спортсмены        | Очки           | Место          | Очки           | Место          | Очки                  | Очки                  | Место                 | Место                 | Очки                  | Место                 | Итоговое место |
| ------------ | ----------------- | -------------- | -------------- | -------------- | -------------- | --------------------- | --------------------- | --------------------- | --------------------- | --------------------- | --------------------- | -------------- |
| Мужчины      | Антон Кушнир      | 107,52         | 7              | 115,38         | 2              | 119,03                | 2                     | 115,84                | 3                     | 134,50                | 1                     |                |
| Мужчины      | Дмитрий Дащинский | 106,64         | 8              | 117,19         | 1              | 108,41                | 5                     | 100,45                | 8                     | Завершил выступление  | Завершил выступление  | 8              |
| Мужчины      | Денис Осипов      | 81,86          | 17             | 111,05         | 5              | 99,36                 | 8                     | Завершил выступление  | Завершил выступление  | Завершил выступление  | Завершил выступление  | 9              |
| Мужчины      | Алексей Гришин    | 76,82          | 20             | 88,94          | 9              | Завершил выступление  | Завершил выступление  | Завершил выступление  | Завершил выступление  | Завершил выступление  | Завершил выступление  | 15             |
| Женщины      | Алла Цупер        | 66.15          | 14             | 77.52          | 6              | 99,18                 | 1                     | 88,50                 | 4                     | 98,01                 | 1                     |                |
| Женщины      | Анна Гуськова     | 44.08          | 22             | 52.60          | 15             | Завершила выступление | Завершила выступление | Завершила выступление | Завершила выступление | Завершила выступление | Завершила выступление | 21             |
| Женщины      | Ольга Капустина   | Не участвовала | Не участвовала | Не участвовала | Не участвовала | Не участвовала        | Не участвовала        | Не участвовала        | Не участвовала        | Не участвовала        | Не участвовала        | Не участвовала |